# Hills (Minnesota)
Hills ist eine Kleinstadt (mit dem Status „City“) im Rock County im US-amerikanischen Bundesstaat Minnesota. Das U.S. Census Bureau hat bei der Volkszählung 2020 eine Einwohnerzahl von 686 ermittelt.

## Geografie
Hills ist die südwestlichste Gemeinde Minnesotas und liegt auf der Coteau des Prairies genannten Hochebene, die bis nach Iowa im Süden und South Dakota im Westen reicht. Die geografischen Koordinaten von Hills sind 43°31′41″ nördlicher Breite und 96°21′31″ westlicher Länge. Das Stadtgebiet erstreckt sich über eine Fläche von 1,4 km².
Benachbarte Orte von Hills sind Beaver Creek (11,9 km nördlich), Luverne (23,5 km nordöstlich), Steen (9,7 km östlich), Lester in Iowa (12,4 km südlich), Larchwood (14,7 km südwestlich), Valley Springs in South Dakota (14,7 km nordwestlich) und Manley (12,9 km in der gleichen Richtung).
Die nächstgelegenen größeren Städte sind Minneapolis (356 km ostnordöstlich), Minnesotas Hauptstadt Saint Paul (367 km in der gleichen Richtung), Rochester (354 km östlich), Iowas Hauptstadt Des Moines (443 km südöstlich), Omaha in Nebraska (298 km südlich), Sioux Falls in South Dakota (29,4 km westlich) und Fargo in North Dakota (410 km nördlich).

## Verkehr
Hills bildet den westlichen Endpunkt der Minnesota State Route 270. Alle anderen Straßen sind untergeordnete Landstraßen, teils unbefestigte Fahrwege oder innerörtliche Verbindungsstraßen.
Entlang des westlichen Randes von Hills verläuft eine Eisenbahnstrecke der Marshall Subdivision, einer regionalen Tochtergesellschaft der BNSF Railway.
Die nächsten Flughäfen sind der South Falls Regional Airport (37,4 km westnordwestlich), das Eppley Airfield nahe Omaha (291 km südlich) und der Minneapolis-Saint Paul International Airport (349 km ostnordöstlich).

## Geschichte
Der Ort wurde im Jahr 1890 gegründet, als eine Eisenbahnstrecke der Sioux City and Northern Railroad die Gegend erreichte. Benannt wurde der Ort nach Fredric C. Hills, dem damaligen Präsidenten der Eisenbahngesellschaft.

## Demografische Daten
Nach der Volkszählung im Jahr 2010 lebten in Hills 686 Menschen in 263 Haushalten. Die Bevölkerungsdichte betrug 490 Einwohner pro Quadratkilometer. In den 263 Haushalten lebten statistisch je 2,43 Personen.
Ethnisch betrachtet setzte sich die Bevölkerung zusammen aus 98,0 Prozent Weißen, 0,4 Prozent Afroamerikanern, 0,1 Prozent (eine Person) Asiaten, 0,1 Prozent (eine Person) Polynesiern sowie 0,3 Prozent aus anderen ethnischen Gruppen; 1,0 Prozent stammten von zwei oder mehr Ethnien ab. Unabhängig von der ethnischen Zugehörigkeit waren 1,0 Prozent der Bevölkerung spanischer oder lateinamerikanischer Abstammung.
24,5 Prozent der Bevölkerung waren unter 18 Jahre alt, 50,1 Prozent waren zwischen 18 und 64 und 25,4 Prozent waren 65 Jahre oder älter. 52,0 Prozent der Bevölkerung war weiblich.

Das mittlere jährliche Einkommen eines Haushalts lag bei 41.875 USD. Das Pro-Kopf-Einkommen betrug 19.370 USD. 8,4 Prozent der Einwohner lebten unterhalb der Armutsgrenze.